# 法蔵寺 (長岡市)
法蔵寺（ほうぞうじ）は、新潟県長岡市日赤町にある浄土宗の寺院である。付近に本妙寺と徳宗寺がある。山号は佛経山。本尊は阿弥陀如来。

## 歴史
「日本歴史地名大系」では応仁2年（1468年）に、妙見村の会水城主である石坂与十郎が三河国赤坂宿（現在の岡崎市）の法蔵寺 の僧侶である入誉自鸚を招いて六日市で開創した。一方で「大日本寺院総覧」では享禄4年（1531年）に越後国古志郡出身であった入誉が石坂氏の招きに応じて帰郷して開山したとしている。
その後、蔵王堂城主により蔵王に移転し、さらに長岡城築城に伴って、元和年間中に長岡城下の上寺町に移転するが、城地の都合で現在地に再々度移転した。信濃国の善光寺中の戎善院が長岡城下に来た際にその宿坊となる。
戊辰戦争で焼失するが、明治16年（1883年）に再建される。